# Bugale Melrand
 (mars 2013).
Le cercle celtique Bugale Melrand est une association loi de 1901 créée en 1973 pour promouvoir les danses bretonnes.

## Présentation
Siégeant à Melrand, créée en 1973, elle est actuellement composée d’une centaine de membres originaires du haut vannetais à la croisée de trois terroirs (Bro Boad Baud, Bro Pondi Pontivy, Bro Pourlet Guémené). L'association sensibilise, initie et forme des personnes de tout âge à la danse, à la musique, à la broderie, à la couture, à la langue bretonne et au chant.

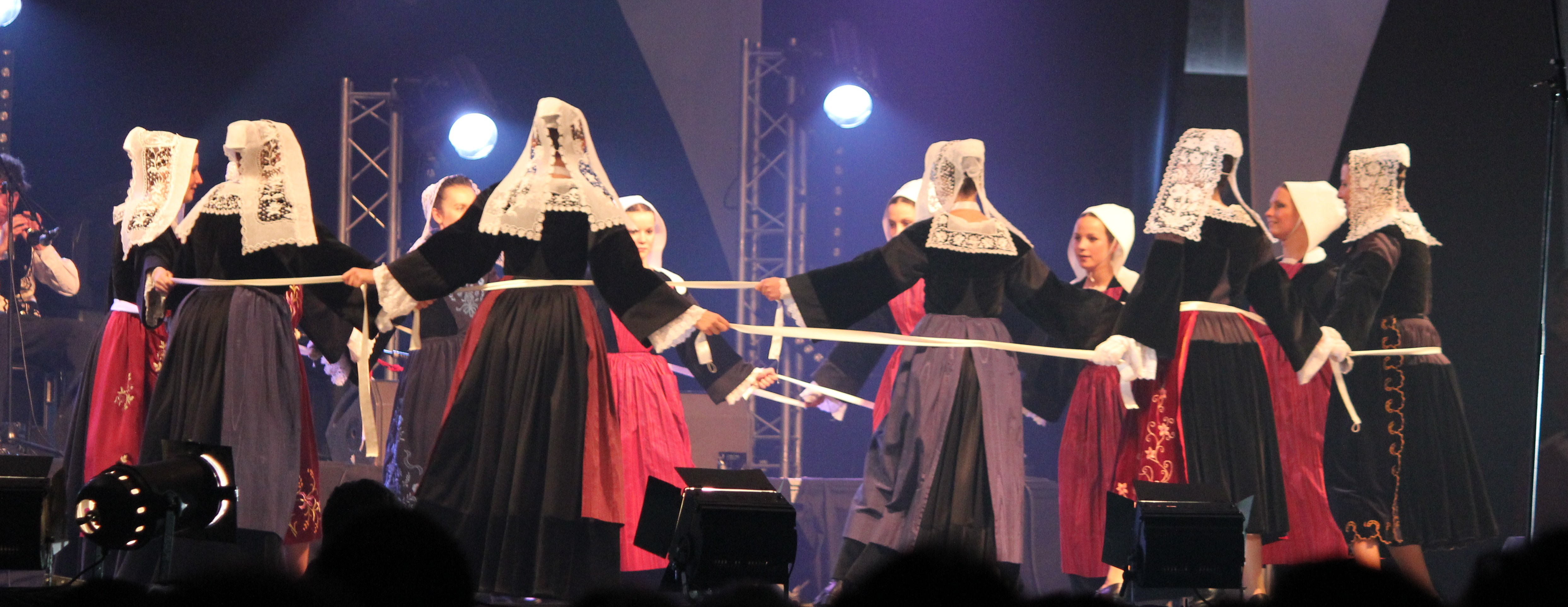
Cercle Bugale Melrand lors du festival interceltique de Lorient en 2011

Le Cercle celtique Bugale Melrand évolue en deuxième catégorie de la confédération des cercles celtiques « War'l Leur » et présente des chorégraphies de danses traditionnelles bretonnes.
Les activités de l’association sont assez variées et principalement tournées vers un public avide de culture. On trouve en son sein une centaine de membres, répartis en plusieurs ateliers :
- Danse : Les jeunes danseurs du cercle s’initient à partir de 7 ans. Il y a également un atelier pour les tout-petits, de 3 à 6 ans, et un atelier pour danseurs amateurs adultes.
- Musique : Plusieurs possibilités s’offrent aux passionnés de musique (Violon, Batterie/Percussion, Eveil musical, Guitare, Harmonisation).
- Broderie/couture : Les personnes peuvent apprendre à confectionner des tabliers, des coiffes, des cols et des guimpes suivant leur préférence.

Le cercle participe majoritairement aux festivals de la région tel que le Festival interceltique de Lorient, le Festival de Cornouaille à Quimper, les fêtes d’Arvor à Vannes. Mais, en 45 ans d’existence, le cercle celtique Bugale Melrand s’est également trouvé une vocation d’ambassadeur de la culture bretonne, puisqu’il s’est produit au Pays basque, Belgique, Irlande, Italie et Chine (Shanghai en 2006 ; Pékin en 2008 ; Irlande en 2016).
Lors de sorties, les Bugale Melrand vont de pair avec un groupe de musique, mais ils sont lors de certaines sorties accompagnés du Bagad de Saint-Yves Bubry.
Le cercle des plus jeunes compte aujourd'hui une quarantaine d'enfants à son actif, eux aussi ayant des sorties.
L'association organise chaque année deux fest-noz : le fest-noz trad' (en novembre) ainsi que le fest-noz Nevez-Flamm (en avril). Le fest-noz trad' est l'un des derniers fest-noz traditionnels du Morbihan. Elle organise également régulièrement des concerts dans son local et ce tout au long de l'année.

## Costumes

### Les femmes

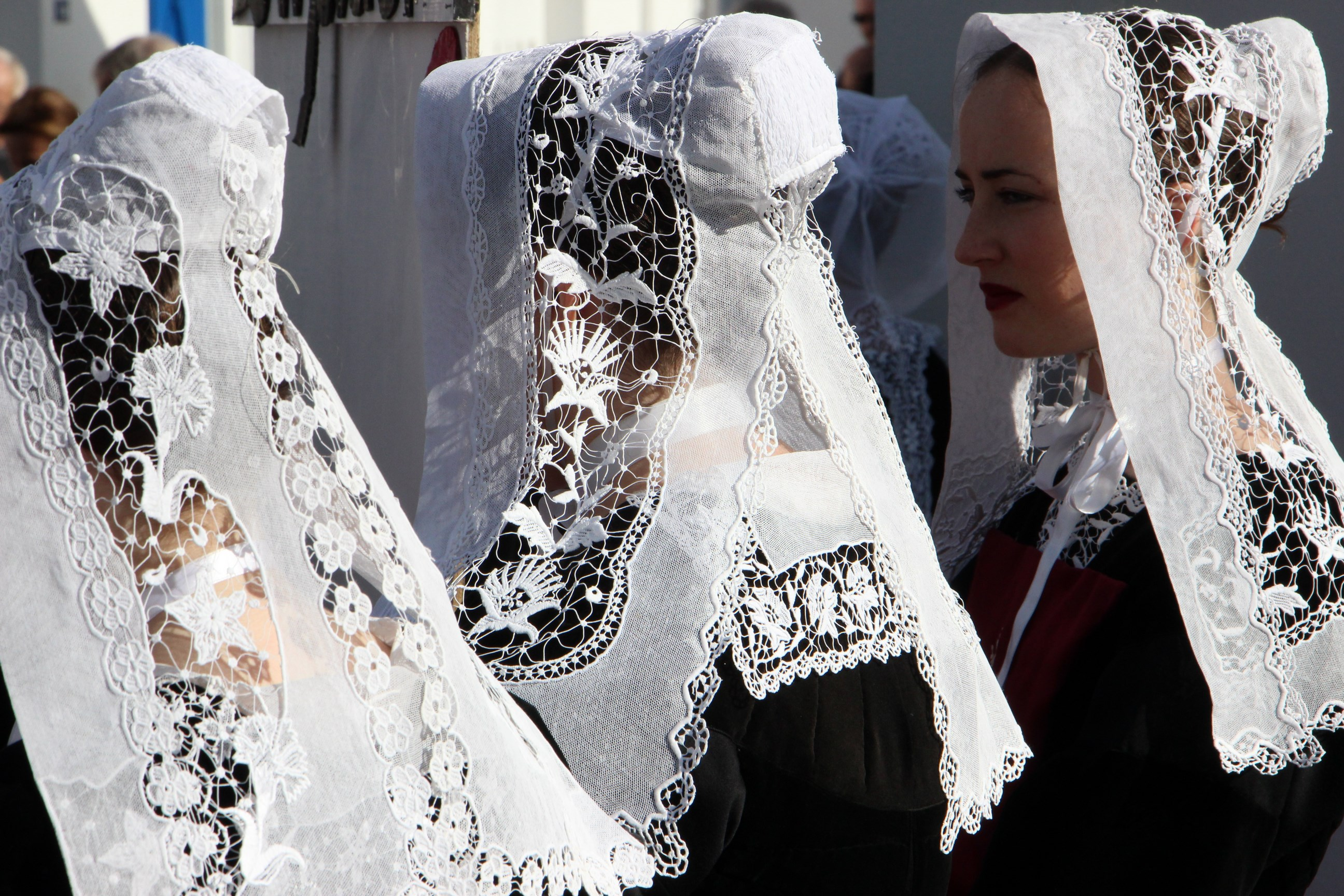
Coiffes de cérémonie années 1920

La femme porte un costume similaire au pays de Baud : un costume de tous les jours avec capot blanc mode de 1870 /1940, ainsi que deux costumes de cérémonie datant aux environs de 1880/1920 et 1925/1940. La mode féminine de Baud a conservé, presque à l'état pur, les anciennes coiffes et capots. Il n'y a pas qu'une coiffe dans le groupe de Baud, mais trois assez différentes l'une de l'autre : la Kornek, la « raie » (càd le capot, particulier à cette région), et l' « artisane », rapidement disparue.
Il faut savoir que la femme ne portait pratiquement que le costume de travail, habit quotidien. Le costume de cérémonie était réservé aux plus riches ou aux grandes occasions (fêtes et mariages). Un costume coûtait très cher, par ses matières (velours, satin, etc) et ses heures de confection. Une coiffe de cérémonie dernière époque avait la valeur d’un cheval.

#### Les costumes femmes de cérémonie vers 1880-1920 et 1925-1940

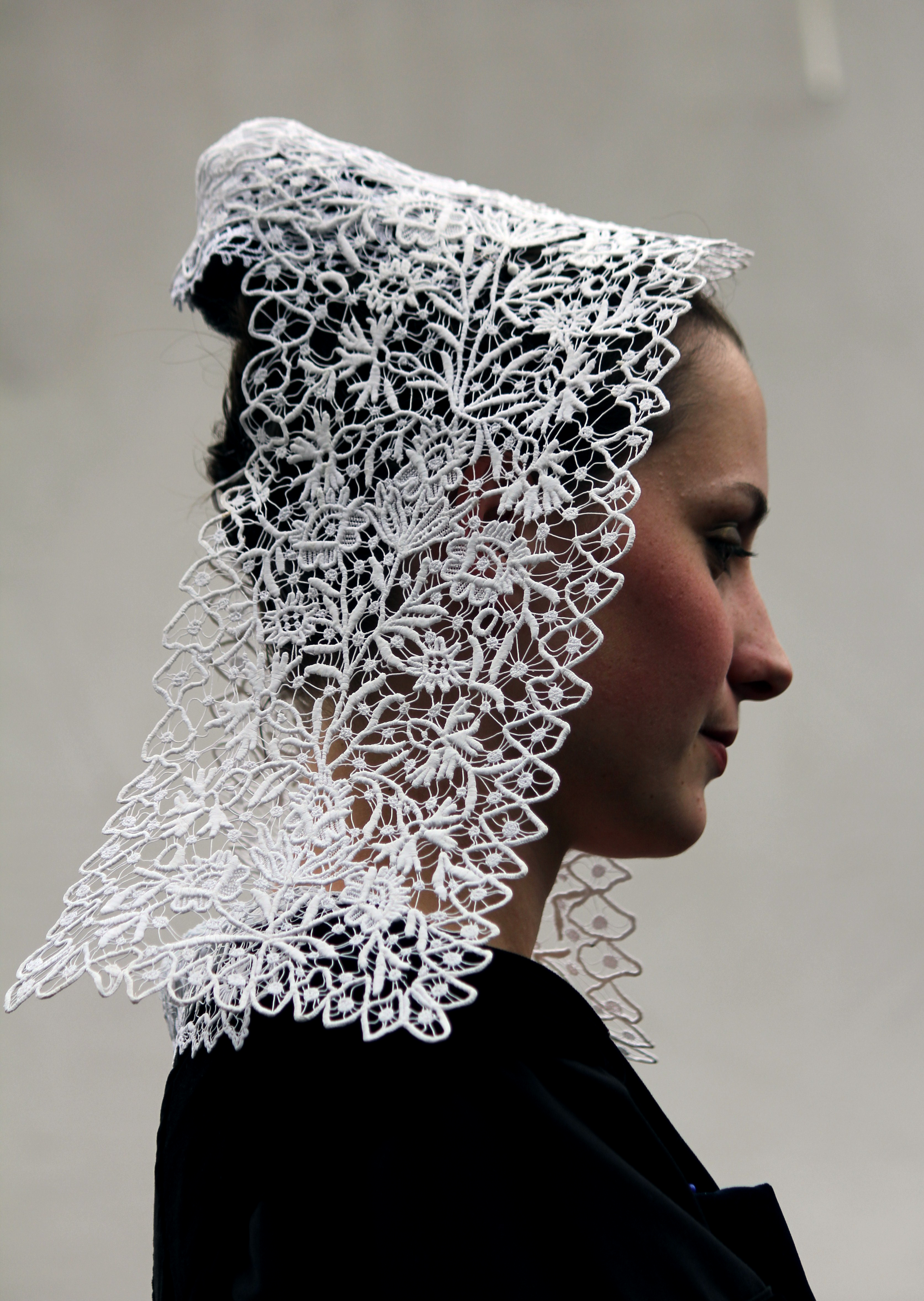
Coiffe de Baud années 1940

Pour les grands dimanches, elles arborent vers 1900 une robe longue en cachemire satiné, satin noir, en mérinos, ou drap de laine. La robe de cérémonie, « Er Vroh », est  agrémentée de larges bandes/galons de velours noir sur les manchettes et dans le dos, dessinant dans ce dernier cas la forme de l’ancien corselet donnant un agréable jeu de lignes courbes. Le bas de la robe en est également pourvu : sur celle de 1880-1920, une large bande de velours noir orne sa partie basse alors qu'en 1925-1940, elle peut voir cette bande de velours s'élever. Bien que ce galon devient de plus en plus large, chacune fait en sorte de "garder son rang" : ne dit-on pas malicieusement que la fille du locataire ne doit pas porter plus de velours que celle du propriétaire, sinon gare à la hausse du loyer ! « La fille du locataire ne doit pas avoir plus de velours que celle du propriétaire ». Tout comme la quantité de broderie et la matière, plus sa hauteur était importante, plus la famille de la Minourez était aisée. À noter que plus le drap de laine était fin, plus la famille était riche. Cette bande de velours pouvait être rehaussée de motifs perlés.La robe est d'un seul tenant, remplaçant l'ensemble corsage-jupe. On règle sa fermeture par des lacets, qui partent de la taille et montent jusqu'à l'encolure. Alors qu'elle était longue dans les années 1880-1920, elle devient courte dans les années 1925-1940. Cela s'explique particulièrement par l'évolution la mode, mais également par la baisse de l'influence de l'Eglise sur la population. En effet, les femmes ne devaient montrer certaines parties corporelles, comme par exemple les jambes. On peut également le voir par les cheveux : ceux-ci étaient avant 1920 principalement cachés sous la coiffe, alors que l'on commence à les montrer quelques années plus tard. Beaucoup de photographies datant de 1930-1940 montrent que c'était à celle qui montrerait le plus ses cheveux, allant même jusqu'à avoir d'énormes coques de cheveux ressortant sur le devant de la coiffe.
Les manchettes, « Bégou manch », ou fausses manches (er faos manchoù), se généralisent. Elles étaient confectionnées en mousseline brodée, en broderie anglaise, en tulle ou en dentelle au crochet.
Vers 1880, le tablier, « En Dantér », est en soie moirée ou brochée, bleue, marron ou prune, non brodée. Les danterioù les plus communs sont en coton, à rayures ou à carreaux. Ils possèdent deux grandes poches de chaque côté. Ils sont plus courts que la robe. Vers 1900 arrivent des soies et des velours moirés de différentes couleurs (bleu, vert, bordeaux, etc.), et aussi des tabliers en soie brodés à « petits bouquets », ornés de motifs identiques, généralement un bouquet de fleurs retenu par un ruban délicatement noué à sa base, et répétés régulièrement en quinconce sur le tablier et le devantier. Arrive ensuite vers 1910-1940, en plus de la soie brodée, la soie ajourée « Point Richelieu », qui peut-être également en velours.  Désormais, chez une femme, c'est surtout le danter qui affiche clairement le degré d'aisance de la famille. Plus la quantité de velours ou de broderies était importante, plus la femme avait des sous. Le tablier comporte un devantier, avec en dessous une guimpe, c'est-à-dire un morceau de tissu plissé ou brodé, d'une hauteur variant la commune de la femme. En effet, la hauteur de la guimpe, pour tous costumes féminins du pays de Baud, pouvait différer en fonction de son lieu de résidence. Il n'y avait qu'à Baud-même et quelques communes du sud-est du Pays de Baud (Guénin, Remungol, etc.) que les femmes portaient une guimpe bien apparente avec un plus petit devantier, alors qu'ailleurs le devantier était plus grand et donc la guimpe peu apparente. On pouvait donc savoir d'où pouvait approximativement venir celles-ci.

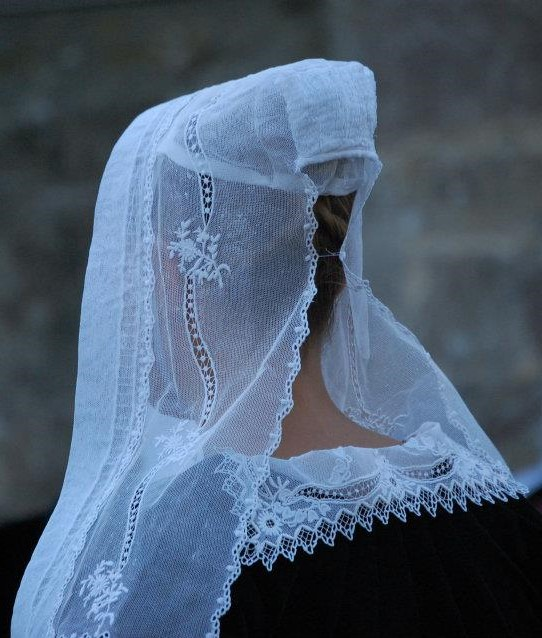
Kornek années 1900-1920

Le col, « Er Gouguenn », n’est pas très important dans notre terroir. Il s'agrandit après la guerre 1914-1918. Il est en mousseline ou en tulle brodé comme la coiffe, tout comme la guimpe. Le col est au départ d'un seul tenant avec la chemise, l'hiviz. Il va énormément diminuer au fil des ans, d'où le besoin de cacher le haut de cette chemise de chanvre. Vers 1900, l'hiviz de chanvre disparaît, remplacée par une chemise de ville en coton. On y épingle sur le devant une guimpe brodée et le col à l'arrière.
La coiffe de cérémonie, nommée la « Kornek », se modernise. Elle se prénomme ainsi en raison de ses deux petits coins (des korn) bien amidonnés au sommet de la tête sur le dessus du fond. Au cours du XIXe siècle, les ailes de la Kornek se raccourcissent, s'élevant au niveau des épaules. Le fond demeure froncé verticalement "au pli religieuse" et perd peu à peu ses petites cornes avant 1900 et prend le nom de « coiffe de Baud ».Les côtés retombent comme des ailes sur les épaules, plus bas que celles-ci, et sont attachés par derrière, reliées par un petit lien de dentelle réunit sous la nuque. La Kornek, longue, est vers 1870-1920 sur fond de tulle avec des dentelles en point d’Irlande puis vers 1925-1940 en mousseline blanche avec des broderies. Le premier quart du XXe siècle voit le triomphe de la broderie sur tulle. La coiffe, par ses points d'araignées, s'ajoure au fil des ans, témoignant d'une richesse et d'une mode développante. Les dernières à porter fièrement la coiffe dite de Baud se parent d'une coiffe rendue presque transparente par une mosaïque de points d'araignée. Il y a dessous une sous-coiffe, avec un lacet noué sous le menton au départ ; ce lacet va disparaître entre deux-guerres, la sous-coiffe étant épinglée dans la chevelure. Très coûteuse, cette coiffe était réservée aux grandes occasions (mariage, fêtes religieuses importantes, ...). Les coiffes étaient souvent rebrodées suivant les occasions (communion, mariage, ...), car beaucoup prêtées entre voisines.
La coiffe d'artisane, rapidement disparue, était assez similaire à la Kornek. Elle avait également deux ailes, mais plus courtes (arrivant au-dessus des épaules), qui étaient généralement rabattues puis attachées sur le haut de la tête. 

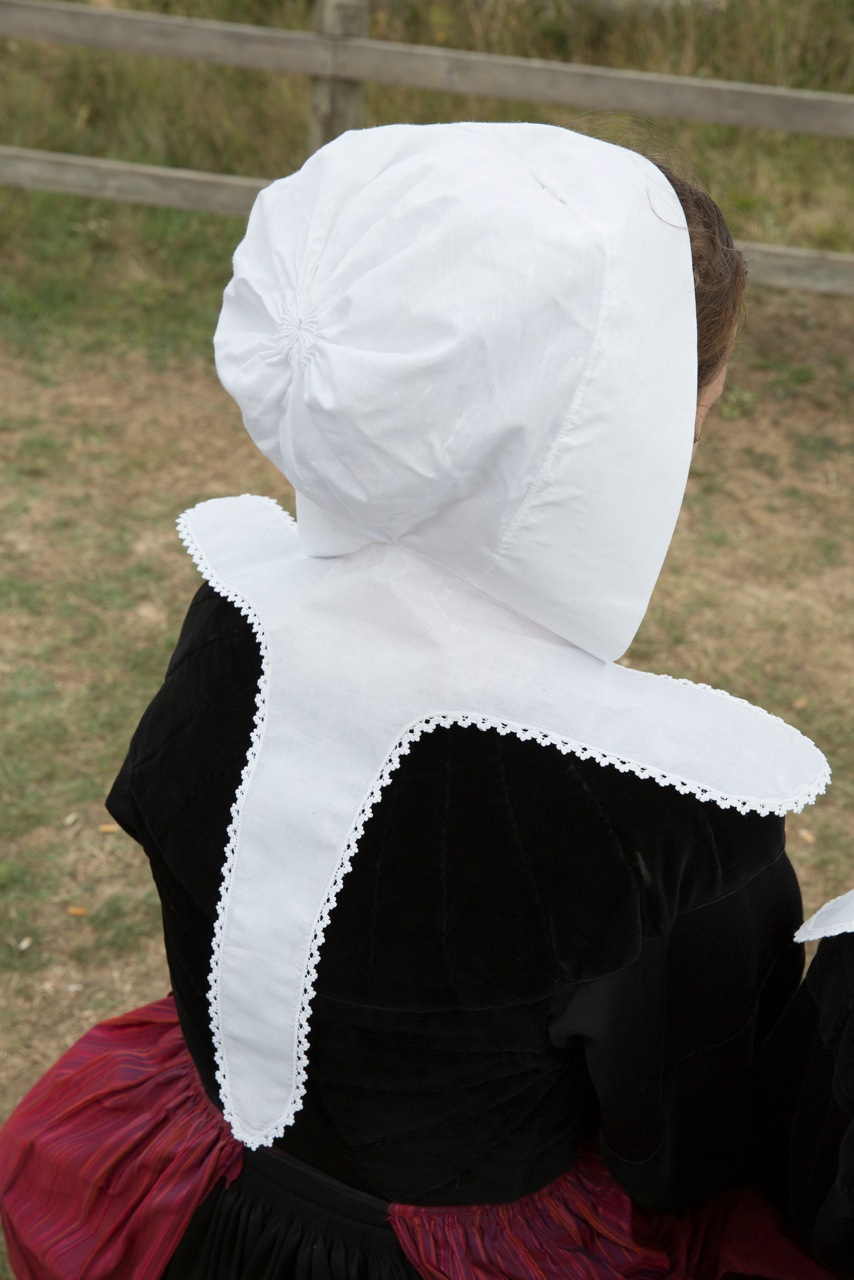
Capot de travail

#### Le costume quotidien de femme vers 1880-1940
La coiffe de tous les jours était un petit capuchon appelé « Capot », ar hapuchon, dont le tissu est en mousseline blanche à petits pois ou à petites fleurs. On surnomme la femme qui le porte ar gapotenn. Jadis, c’était un béguin tuyauté noué sous le menton et emboîtant entièrement la tête et d’une grande cornette de toile empesée et brodée qui se prolongeait en deux larges barbes dites pastelloù. La coiffe de tous les jours demeure plus longtemps qu'ailleurs, alors que dans le Morbihan vannetais, les jeunes filles l'abandonnent entre 1880 et 1900. Elles le conserveront dans la région de Baud jusqu'à la dernière guerre mais sous forme plus moderne. 
Avant la Grande Guerre, la cuve était peu profonde ; le fond empesé et la forme changeait selon les communes. Le bavolet couvrait les épaules et formait une pointe dans le dos, puis seules subsistent les extrémités : les trois pointes du mantelet s'allongent en se rétrécissant, la"queue" centrale étant plus longue que les deux autres. Les pointes sont de plus en plus ouvragées. Pour les dimanches, la coiffe de drap va au début du XXe siècle évoluer vers la coiffe de lingerie (en mousseline, tulle puis filet), mais gardant la forme du capot, témoin de l'aspect spectaculaire de l'évolution économique et sociale des populations paysannes. Cette coiffe est surnommée « la raie » par les moqueurs des terroirs voisins, en raison de la coupe originale de ses ailes et de son bavolet vers 1920, qui n'est autre que le capot de drap ou de toile transformé en coiffure de lingerie. Vers 1920, le capot se porte pour aller au bourg, au marché, à l'église ou lors de fêtes ordinaires, la Kornek étant réservée aux grandes cérémonies.
La robe est toujours longue et d'un seul tenant.
Le tablier, en dantér, peut être à rayures, voire à carreaux.

### Les hommes
L’homme est connu pour porter le costume dit « Moutons Blancs », en drap de laine blanc écru, du Pays de Pontivy.   
Il porte un costume de travail, dit de tous les jours, avec une chemise à rayures et ceinture en flanelle et un costume de cérémonie 1870-1920. 
L'homme va abandonner, comme quasiment partout en Bretagne, son costume bien plus rapidement que la femme, ceci en plein entre-deux-guerres. L'influence de la mode le fait passer au costume de ville, avec veste et pantalon noir. 

#### Le costume homme de cérémonie vers 1870-1920
Concernant le costume de cérémonie (qui, contrairement aux femmes, pouvait se porter en jour habituel), l'homme porte vers 1870-1880 un bragoù-berr (pantalon serré, court, culottes plissées), avec des chaucheu (guêtres en lin), qui persistent quelque peu dans les campagnes. Le bas du costume sera, dès la fin du XIXe siècle, remplacé par un pantalon, noir ou gris, rayé ou non.
Le chapeau se nomme « En tok » ; ses pourtours sont en velours noir et le reste de la sommité, partie extérieure, est en peau de taupe.
L'homme porte un gilet. Des deux gilets habituels, il n'en reste bientôt plus qu'un, plus court que la veste, en drap de laine écru, couleur qui s'est généralisée partout. Ce gilet, devenu plus échancré – fermé dans le bas par quatre à dix boutons – laisse voir plus largement le plastron de la Roched, la chemise de lin ou de chanvre, au col en coton dit Mao. C'est pourquoi on va broder le plastron, richement chez les uns, modestement chez les autres, mais on fait en sorte que la Roched ne puisse dépareiller l'ensemble. Ce gilet garde sa rangée d'environ seize boutons décoratifs, parallèle aux boutonnières, à gauche. En bas, sur les deux côtés de la boutonnière, il possède de vraies poches extérieures de forme rectangulaire, sans rabats et sans boutons, mais entourées sur deux côtés d'un galon noir.

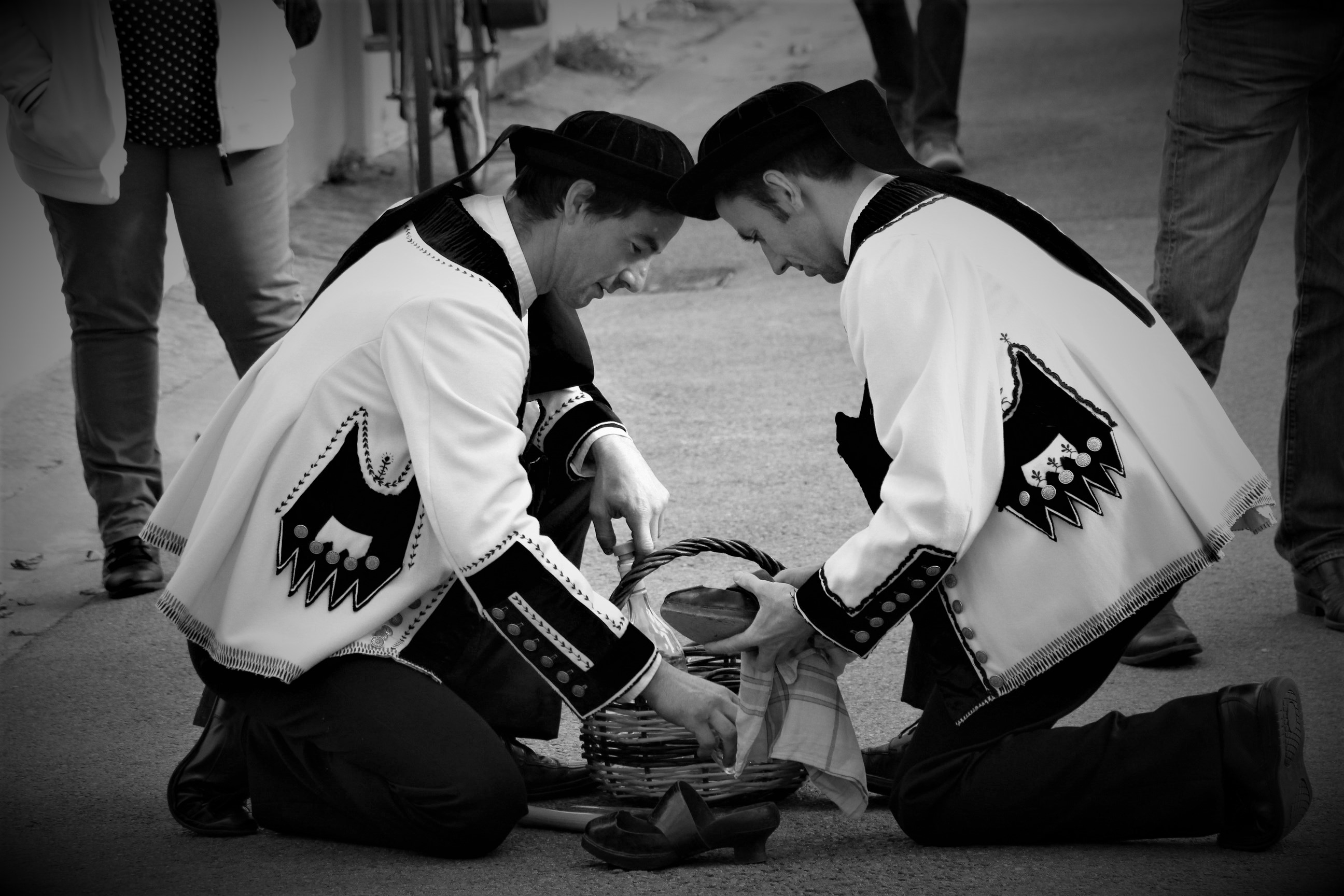
Costumes hommes de 1910-1920

Il a par-dessus le gilet une veste. Confectionnée en fin drap de laine, elle passe de la couleur sombre, marron ou brun au blanc écru, couleur qui aura quasiment conquis tout le monde vers 1900. Cette nouvelle veste, portée ouverte – les boutonnières n'existent plus – a suivi, dans le décor et la forme, la même évolution que le gilet. On y voit un apport plus ou moins élevé de broderies au fil noir. La veste, plus longue que le gilet, se porte ouverte avec un rang d’environ 15 boutons argentés de chaque côté. Ses manches comportent des boutonnières (4 à 6 boutons) avec 2 larges bandes de velours noir parallèle avec broderie dans l’intervalle. Les deux pans de la veste ont des poches à rabats dites « dents de loup » de 4 à 6 boutons, cousues ; leurs galons noirs forment des pointes. À l’inverse de Pontivy, la façade des deux pans de la veste ne comporte qu’une seule bande de velours noir, rehaussée de broderies noires verticales, et très souvent d’une fleur de Lys brodée sur la poche (pour marquer notre attachement à la chouannerie). L’angle supérieur de chaque côté de la veste est souvent brodée à la main d’une croix celtique et d’une rose des vents. 
Concernant la broderie, l'ornementation de caractère primitif s'est traditionnellement maintenue. Elle ne s'est pas renouvelée, elle n'a pas été influencée par des motifs floraux venus de l'extérieur. Les délicates broderies sont noires (bordures des vestes, boutonnières et poches). La fleur de lys (symbole de la monarchie) s'est maintenue, et sur les chupennoù les plus récents, elle est noire. Il s'agit probablement là un rappel de l'adhésion d'une vaste partie du Morbihan à la cause de la Chouannerie lors de la Révolution. Le bas de la veste et du gilet ont conservé la lice du drap qui a servi à la confection du tissu. Elle forme un élément du décor, de couleur noir et rouge. Mais la couleur rouge rappelait la révolution, certains refusaient d'en porter.
Comme à Pontivy, l’arrière de la veste comporte 3 plis dans la partie inférieure, les Godrons.